# Bachiinae
Bachiinae – monotypowa podrodzina jaszczurek z rodziny okularkowatych (Gymnophthalmidae).

## Rozmieszczenie geograficzne
Podrodzina obejmuje gatunki występujące w Ameryce Środkowej i Południowej.

## Systematyka

### Etymologia
Bachia: J.E. Gray nie wyjaśnił etymologii nazwy rodzajowej, najwyraźniej nazwa bez znaczenia.

### Podział systematyczny
Do podrodziny należy jeden rodzaj Bachia wraz z następującymi gatunkami:

- Bachia alleni (Barbour, 1914)
- Bachia barbouri Burt & Burt, 1931
- Bachia beebei Murphy, Salvi, Santos, Braswell, Charles, Borzée & Jowers, 2019
- Bachia bicolor (Cope, 1896)
- Bachia blairi (Dunn, 1940)
- Bachia bresslaui (Amaral, 1935)
- Bachia cacerensis Castrillon & Strussman, 1998
- Bachia didactyla de Freitas, Strüssmann, de Carvalho, Kawashita-Ribeiro & Mott, 2011
- Bachia dorbignyi (Duméril & Bibron, 1839)
- Bachia flavescens (Bonnaterre, 1789)
- Bachia geralista Teixeira, Sousa-Recoder, Camacho, de Sena, Navas & Rodrigues, 2013
- Bachia guianensis Hoogmoed & Dixon, 1977
- Bachia heteropa (Lichtenstein & Martens, 1856)
- Bachia huallagana Dixon, 1973
- Bachia intermedia Noble, 1921
- Bachia lineata Boulenger, 1903
- Bachia marcelae Donoso-Barros & Garrido, 1964
- Bachia micromela Rodrigues, Pavan & Curcio, 2007
- Bachia oxyrhina Rodrigues, Camacho, Sales-Nunes, Sousa-Recoder, Teixeira Jr., Valdujo, Ghellere, Mott & Nogueira, 2008
- Bachia pallidiceps (Cope, 1862)
- Bachia panoplia Thomas, 1965 – bachia pancerna[4]
- Bachia peruana (Werner, 1901)
- Bachia psamophila Rodrigues, Pavan & Curcio, 2007
- Bachia pyburni Kizirian & McDiarmid, 1998
- Bachia remota Ribeiro-Júnior, da Silva & Lima, 2016
- Bachia scaea Teixeira, Dal Vechio, Sales-Nunes, Mollo-Neto, Moreira-Lobo, Storti, Junqueira-Gaiga, Freire-Dias & Rodrigues, 2013
- Bachia scolecoides Vanzolini, 1961
- Bachia talpa Ruthven, 1925
- Bachia trinitatis (Barbour, 1914)
- Bachia trisanale (Cope, 1868)
- Bachia whitei Murphy, Salvi, Santos, Braswell, Charles, Borzée & Jowers, 2019